# AN's ALL STARS
AN's ALL STARS是日本的創作樂團，簡稱為「AN's」。是從日本文化放送電台所播放的廣播節目（由聲優石川英郎與森久保祥太郎共同主持）裡面所衍生出來的團體。目前每年仍會不定期進行樂團活動。

## 樂團團員
- 石川英郎（いしかわ ひでお）— 主唱、電子琴
- 森久保祥太郎（もりくぼ しょうたろう）— 主唱、吉他
- 左人忠相（さと ただし）— 吉他、合音
- — 貝斯
- — 鼓手

## 音樂作品
- 單曲「Paint it white」
  - Paint it white
  - A-N-S ～We are An's～

- 專輯「AN'S JAM」
  - INTRODUCTION
  - PJ
  - OVER
  - Stand
  - Jamm'n da An's
  - Happy X'mas
  - 『Peace』
  - Thank U

## 相關廣播節目
- 石川英郎森久保祥太郎
- 石川英郎森久保祥太郎
- AN's ALLSTARSAN's JAM Ⅲ
- 石川英郎·森久保祥太郎

## 相關網站
- A-W-S An's all stars web site（日本官網）